# Sorex tundrensis
Sorex tundrensis är en däggdjursart som beskrevs av Clinton Hart Merriam 1900. Sorex tundrensis ingår i släktet Sorex och familjen näbbmöss. IUCN kategoriserar arten globalt som livskraftig. Inga underarter finns listade i Catalogue of Life.

## Utseende
Denna näbbmus blir 83 till 120 mm lång (huvud och bål), har en 20 till 37 mm lång svans och väger 3,8 till 10 g. Hos arten förekommer en sommar- och en vinterpäls och dessutom finns variationer mellan individer med olika ålder. Under sommaren har pälsen på ovansidan en mörkbrun färg, kroppssidorna är mera ljusbrun och undersidan är ljusgrå. Mellan augusti och november byter Sorex tundrensis till den långa vinterpälsen som är brun på ryggen och grå på sidorna och buken. Mellan april och juni sker bytet till sommarpälsen. Närbesläktade arten som Sorex arcticus och Sorex ugyunak har i jämförelse till kroppslängden en längre svans.

## Utbredning och habitat
Som namnet antyder förekommer arten huvudsakligen i tundran. Den lever i Alaska och i angränsande regioner av Kanada och sedan finns en stor population i nordöstra Asien västerut till Uralbergen och söderut till nordöstra Kina, Koreahalvön, centrala Mongoliet och centrala Kazakstan.
Förutom tundran lever Sorex tundrensis i habitat som stäpper och andra gräsmarker, halvöknar (nära vattendrag) och buskskogar.

## Ekologi
Individerna lever utanför parningstiden ensam. Reviren är cirka 1500 m² stora och troligen förekommer en överlappning. Antagligen håller arten ingen vinterdvala på grund av att den inte lagrar fett i kroppen. Sorex tundrensis äter huvudsakligen skalbaggar och dessutom ingår andra insekter och deras larver samt daggmaskar och i viss mån även gräs i födan. Arten har liksom andra näbbmöss en hög ämnesomsättning och måste äta mycket.
Under den vara årstiden kan honor ha 3 till 4 kullar med 7 till 10 ungar per kull. För dräktighetens längd finns olika uppgifter som varierar mellan 13 och 28 dagar. Före den första vintern föds vanligen inga ungar. Livslängden uppskattas vara 12 till 18 månader men de flesta individer dör som ungdjur. Arten har olika naturliga fiender som ugglor, rovfåglar, ormar och medelstora rovdjur.